# 에딘 비슈차
에딘 비슈차(보스니아어: Edin Višća, 1990년 2월 17일 ~ )는 보스니아 헤르체고비나의 축구 선수로 현재 튀르키예 쉬페르리그의 트라브존스포르에서 윙어로 활약하고 있다.

## 수상

### 클럽
젤레즈니차르 사라예보
- 보스니아 헤르체고비나 프리미어리그 : 우승 (2009-10), 3위 (2010-11)
- 보스니아 헤르체고비나컵 : 우승 (2010-11), 준우승 (2009-10)

 이스탄불 바샥셰히르
- 튀르키예 쉬페르리그 : 우승 (2019-20), 준우승 (2016-17, 2018-19), 3위 (2017-18), 4위 (2014-15, 2015-16)
- 튀르키예 쿠파스 : 준우승 (2016-17), 4강 (2020-21)
- TFF 1. 리그 : 우승 (2013-14)

 트라브존스포르
- 튀르키예 쉬페르리그 : 우승 (2021-22)
- 튀르키예 쿠파스 : 4강 (2021-22)
- 튀르키예 슈퍼컵 : 우승 (2022)

### 개인
- 튀르키예 쉬페르리그 올해의 선수 : 2018-19
- 튀르키예 쉬페르리그 올해의 윙어 : 2019-20
- 튀르키예 쉬페르리그 최다 어시스트상 : 2017-18 (15개), 2018-19 (14개), 2019-20 (12개)